# Józef Izaak Pinkiert

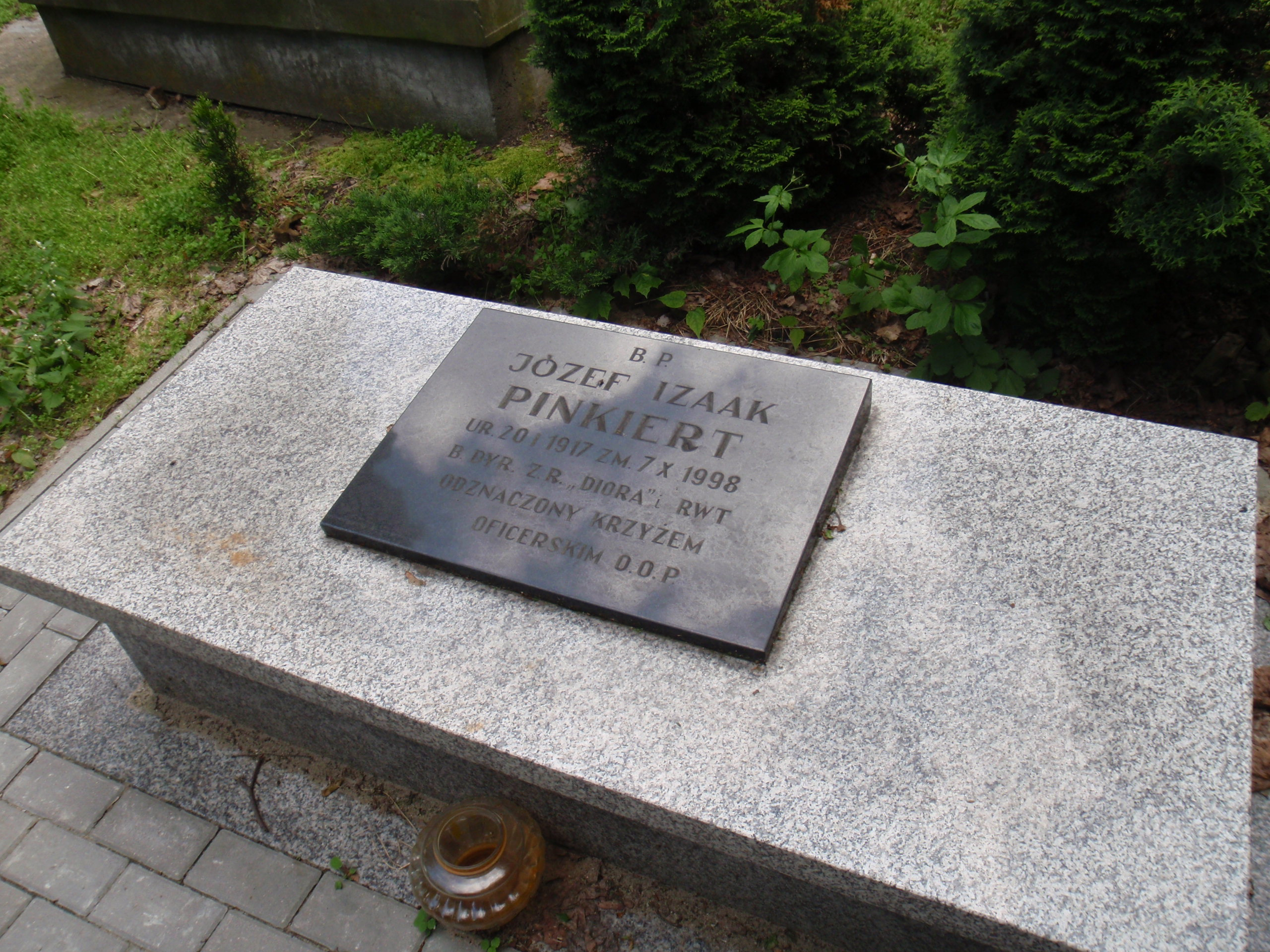
Grób Józefa Izaaka Pinkierta na cmentarzu żydowskim w Warszawie

Józef Izaak Pinkiert (ur. 20 stycznia 1917 w Warszawie, zm. 7 października 1998 w Radomiu) – polski specjalista w dziedzinie telekomunikacji i działacz społeczny żydowskiego pochodzenia.
Urodził się w żydowskiej rodzinie, jako syn Mordechaja (1892–1943), warszawskiego przedsiębiorcy pogrzebowego. Na początku II wojny światowej uciekł na wschód i znalazł się na terenach zajętych przez Związek Radziecki. Po wojnie powrócił do kraju. Został dyrektorem Diory w Dzierżoniowie, a później radomskich zakładów RWT. W wyniku antysemickiej nagonki, będącej następstwem wydarzeń marcowych zmuszony do przejścia na emeryturę.
Był odznaczony Krzyżem Oficerskim Orderu Odrodzenia Polski i Złotym Krzyżem Zasługi
Pochowany jest w alei głównej cmentarza żydowskiego przy ulicy Okopowej w Warszawie (kwatera 12)